# 段毅
段毅（1917年—1981年4月11日），原名段殿飞，男，河北蠡县人，中华人民共和国政治人物。

## 生平
1932年因家贫退学，到高阳县织布厂当工人。1937年10月，参加人民自卫军军政干部学校学习，后任蠡县六区农会宣传部长。1938年3月，加入中国共产党。历任冀中区高阳县工会主席，冀中区总工会劳保部长，中共晋察冀分局党校第二队支部书记，冀鲁豫区九地委民运部长兼抗联主任等职。抗日战争结束后，历任中共冀南五地委常委兼组织部长，冀南一地委书记。
中华人民共和国成立后，历任中共河北省衡水地委书记，峰峰矿区党委书记，河北省财经委员会副主任，河北省计委主任、党组书记，河北省工业生产委员会主任、党组书记，河北省人民委员会副省长等职。1960年11月至1963年9月，调任中共山东省委常委、中共济南市委第一书记、济南市市长。1963年9月至1967年1月，任中共山东省委常委、济南市委第一书记，政协济南市第四、五届委员会主席。1968年3月至1970年3月，任济南市革委会副主任。1970年4月，任青岛市革委会副主任，7月，兼任青岛市革委会党的核心领导小组副组长。1973年7月后，任山东省计委副主任，山东省建委主任。1977年2月，调任中央派驻七机部二院工作队队长。1978年5月，任中华人民共和国航天工业部副部长、党组成员。
1981年4月11日，病逝于北京。